# Lara Flynn Boyle
Lara Flynn Boyle (Davenport, Iowa, 24. ožujka 1970.) je američka filmska i televizijska glumica. Proslavila se ulogom u kultnoj seriji "Twin Peaks".

## Vanjske poveznice
- Lara Flynn Boyle u internetskoj bazi filmova IMDb-u (engl.)